# My Baby
My Baby er en amerikansk stumfilm fra 1912 af D. W. Griffith.

## Medvirkende
- Mary Pickford
- Henry B. Walthall
- Eldean Stuart
- W. Chrystie Miller
- Alfred Paget